# Ralph E. Winters
Ralph E. Winters (Toronto, 17 giugno 1909 – Los Angeles, 26 febbraio 2004) è stato un montatore canadese naturalizzato statunitense, due volte vincitore dell'Oscar al miglior montaggio, nel 1951 per Le miniere di re Salomone e nel 1960 per Ben-Hur, e candidato in altre quattro occasioni.
Attivo dagli anni quaranta alla prima metà dei novanta, a partire da La Pantera Rosa del 1963 ha collaborato regolarmente per un intero ventennio con il regista Blake Edwards.

## Riconoscimenti
- Oscar al miglior montaggio
  - 1951: vincitore (con Conrad A. Nervig) - Le miniere di re Salomone
  - 1952: candidato - Quo vadis
  - 1955: candidato - Sette spose per sette fratelli
  - 1960: vincitore (con John D. Dunning) - Ben-Hur
  - 1966: candidato - La grande corsa
  - 1972: candidato - Vedovo aitante, bisognoso affetto offresi anche babysitter

## Filmografia

### Cinema
- The Penalty, regia di Harold S. Bucquet (1941)
- The People vs. Dr. Kildare, regia di Harold S. Bucquet (1941)
- Mr. and Mrs. North, regia di Robert B. Sinclair (1942)
- Delitto al microscopio (Kid Glove Killer), regia di Fred Zinnemann (1942)
- The Affairs of Martha, regia di Jules Dassin (1942)
- Occhi nella notte (Eyes in the Night), regia di Fred Zinnemann (1942)
- Dr. Gillespie's New Assistant, regia di Willis Goldbeck (1942)
- The Youngest Profession, regia di Edward Buzzell (1943)
- Young Ideas, regia di Jules Dassin (1943)
- Angeli all'inferno (Cry "Havoc"), regia di Richard Thorpe (1943)
- Angoscia (Gaslight), regia di George Cukor (1944)
- L'uomo ombra torna a casa (The Thin Man Goes Home), regia di Richard Thorpe (1945)
- Il sole spunta domani (Our Vines Have Tender Grapes), regia di Roy Rowland (1945)
- Minorenni pericolosi (Boys' Ranch), regia di Roy Rowland (1946)
- La cavalcata del terrore (The Romance of Rosy Ridge), regia di Roy Rowland (1947)
- Pugno di ferro (Killer McCoy), regia di Roy Rowland (1947)
- Tenth Avenue Angel, regia di Roy Rowland (1948)
- Casa mia (Hills of Home), regia di Fred M. Wilcox (1948)
- Piccole donne (Little Women), regia di Mervyn LeRoy (1949)
- Fate il vostro gioco (Any Number Can Play), regia di Mervyn LeRoy (1949)
- Un giorno a New York (On the Town), regia di Stanley Donen e Gene Kelly (1949)
- Le miniere di re Salomone (King Solomon's Mines), regia di Compton Bennett e Andrew Marton (1950)
- Quo vadis, regia di Mervyn LeRoy (1951)
- Storia di tre amori (The Story of Three Loves), regia di Vincente Minnelli e Gottfried Reinhardt (1953)
- La regina vergine (Young Bess), regia di George Sidney (1953)
- Baciami Kate! (Kiss Me Kate), regia di George Sidney (1953)
- La sete del potere (Executive Suite), regia di Robert Wise (1954)
- Sette spose per sette fratelli (Seven Brides for Seven Brothers), regia di Stanley Donen (1954)
- Annibale e la vestale (Jupiter's Darling), regia di George Sidney (1955)
- Amami o lasciami (Love Me or Leave Me), regia di Charles Vidor (1955)
- La legge del capestro (Tribute to a Bad Man), regia di Robert Wise (1956)
- Alta società (High Society), regia di Charles Walters (1956)
- Tormento di un'anima (Man on Fire), regia di Ranald MacDougall (1957)
- Il delinquente del rock and roll (Jailhouse Rock), regia di Richard Thorpe (1957)
- La legge del più forte (The Sheepman), regia di George Marshall (1958)
- Ben-Hur, regia di William Wyler (1959)
- Venere in visone (BUtterfield 8), regia di Daniel Mann (1960)
- Ada Dallas (Ada), regia di Daniel Mann (1961)
- Il patto dei cinque (Dime with a Halo), regia di Boris Sagal (1963)
- Soldato sotto la pioggia (Soldier in the Rain), regia di Ralph Nelson (1963)
- La Pantera Rosa (The Pink Panther), regia di Blake Edwards (1963)
- Uno sparo nel buio (A Shot in the Dark), regia di Blake Edwards (1964)
- La grande corsa (The Great Race), regia di Blake Edwards (1965)
- Papà, ma che cosa hai fatto in guerra? (What Did You Do in the War, Daddy?), regia di Blake Edwards (1966)
- Come far carriera senza lavorare (How to Succeed in Business Without Really Trying), regia di David Swift (1967)
- Ladri sprint (Fitzwilly), regia di Delbert Mann (1967)
- Hollywood Party (The Party), regia di Blake Edwards (1968)
- Il caso Thomas Crown (The Thomas Crown Affair), regia di Norman Jewison (1968)
- Chicago Chicago (Gaily, Gaily), regia di Norman Jewison (1969)
- Il re delle isole (The Hawaiians), regia di Tom Gries (1970)
- Vedovo aitante, bisognoso affetto offresi anche babysitter (Kotch), regia di Jack Lemmon (1971)
- Il caso Carey (The Carey Treatment), regia di Blake Edwards (1972)
- Che cosa è successo tra mio padre e tua madre? (Avanti!), regia di Billy Wilder (1972)
- The All-American Boy, regia di Charles Eastman (1973)
- Organizzazione crimini (The Outfit), regia di John Flynn (1973)
- La banda di Harry Spikes (The Spikes Gang), regia di Richard Fleischer (1974)
- A muso duro (Mr. Majestyk), regia di Richard Fleischer (1974)
- Prima pagina (The Front Page), regia di Billy Wilder (1974)
- King Kong, regia di John Guillermin (1976)
- L'orca assassina (Orca), regia di Michael Anderson (1977)
- 10, regia di Blake Edwards (1979)
- The American Success Company, regia di William Richert (1980)
- S.O.B., regia di Blake Edwards (1981)
- Victor Victoria, regia di Blake Edwards (1982)
- Pantera Rosa - Il mistero Clouseau (Curse of the Pink Panther), regia di Blake Edwards (1983)
- I miei problemi con le donne (The Man Who Loved Women), regia di Blake Edwards (1983)
- Micki e Maude (Micki + Maude), regia di Blake Edwards (1984)
- Il grande imbroglio (Big Trouble), regia di John Cassavetes (1986)
- Eroi per un amico (Let's Get Harry), regia di Stuart Rosenberg (1986)
- Corsari (Cutthroat Island), regia di Renny Harlin (1995)

### Televisione
- Il grande Jack (The Entertainer), regia di Donald Wrye - film TV (1976)
- The Other Side of Hell, regia di Ján Kadár - film TV (1978)
- Tagget, regia di Richard T. Heffron - film TV (1991)
- Trouble Shooters: Trapped Beneath the Earth, regia di Bradford May - film TV (1993)
- Lily in Winter, regia di Delbert Mann - film TV (1994)